# Argyreus taprobana
Argyreus taprobana är en fjärilsart som beskrevs av Moore 1900. Argyreus taprobana ingår i släktet Argyreus och familjen praktfjärilar. Inga underarter finns listade i Catalogue of Life.